# Katerin Castro
Katerin Fabiola Castro Muñoz (* 21. November 1991) ist eine kolumbianische Fußballspielerin.

## Karriere

### Klub
Im Januar 2021 wechselte sie vom CD Estudiantes FC zu Independiente Medellín. Dort spielte sie dann bis Ende 2022.

### Nationalmannschaft
Mit der kolumbianischen U20 nahm sie an der Weltmeisterschaft 2010 teil. Hier kam sie in jeder Partie zum Einsatz und erreichte mit ihrem Team am Ende den vierten Platz.
Danach nahm sie mit der A-Nationalmannschaft an der Weltmeisterschaft 2011 teil und kam hier in jedem der Gruppenspiele der Mannschaft zum Einsatz. Danach war sie auch im Kader beim Olympiaturnier 2012, wo sie mit aber keinen Einsatz hatte. Ihr letztes bekanntes Turnier war dann die Copa América 2014, wo sie in zwei Partien eingesetzt wurde.